# Наялл Макгінн
Наялл Макгінн (англ. Niall McGinn, нар. 20 липня 1987, Данганнон) — північноірландський футболіст, фланговий півзахисник клубу «Данді» і збірної Північної Ірландії.
Виступав, зокрема, за клуб «Селтік».
Володар Кубка Шотландії. 

## Клубна кар'єра
У дорослому футболі дебютував 2007 року виступами за команду клубу «Данганнон Свіфтс», в якій провів один сезон, взявши участь у 42 матчах чемпіонату. 
Протягом 2008—2009 років захищав кольори команди клубу «Деррі Сіті».
Своєю грою за останню команду привернув увагу представників тренерського штабу клубу «Селтік», до складу якого приєднався 2009 року. Відіграв за команду з Глазго наступні два сезони своєї ігрової кар'єри.
Протягом 2011—2012 років захищав кольори команди клубу «Брентфорд».
До складу клубу «Абердин» приєднався 2012 року. Відтоді встиг відіграти за команду з Абердина 124 матчі в національному чемпіонаті.

## Виступи за збірну
У 2008 році дебютував в офіційних матчах у складі національної збірної Північної Ірландії. Наразі провів у формі головної команди країни 39 матчів, забивши 2 голи.

## Титули і досягнення
- Володар Кубка ірландської ліги (1):

«Деррі Сіті»: 2008
- Володар Кубка Шотландії (1):

«Селтік»:  2010–11
- Володар Кубка шотландської ліги (1):

«Абердин»: 2013-14